# Dankwart Rüstow

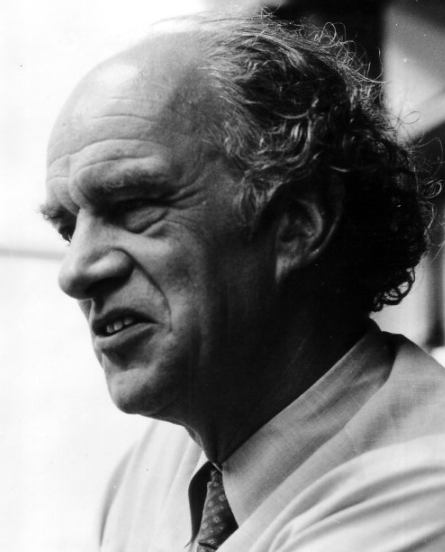
Dankwart Rustow

Dankwart Alexander Rüstow (* 21. Dezember 1924 in Berlin; † 3. August 1996 in Manhattan, New York) war Professor für Politische Wissenschaften und Soziologie. Er ist vielleicht besser als „Vater der Transitologie“ bekannt, einer Denkschule, die auf dem Gebiet der Demokratisierung Forschungen betreibt. In seiner einflussreichen und grundlegenden Arbeit Übergänge zur Demokratisierung: Sichtweise als dynamisches Modell, das 1970 im Original unter dem Namen Transitions to Democracy. Toward a Dynamic Model erschien, brach Rüstow mit den Sichtweisen der vorherrschenden Denkschulen, wie Staaten sich zu Demokratien entwickeln. Nicht soziale und wirtschaftliche Vorbedingungen seien für eine Demokratisierung erforderlich, sondern lediglich eine nationale Einheit. Während des Überganges von autoritären hin zu demokratischen Regeln sei zwischen den Eliten einer Nation der breite Konsens über die neuen Spielregeln erforderlich.

## Seine Hauptleistung
In seiner Argumentation kritisiert Dankwart Rüstow die Modernisierer wie Lipset, die sich die funktionale Frage stellten, was den Zustand einer Demokratie ausbauen oder zumindest bewahren kann. Bei einem Übergang, die von einem Autoritarismus wegführe, sei doch die wesentliche Frage, wie die Demokratie sich in die Bestrebungen aller Kräfte rücken würde.
Anhand von Untersuchungen über die Türkei und Schweden, skizzierte er einen allgemeinen Verlauf, den beide Länder in ihrer Demokratisierung unternahmen.
- Nationale Einheit: Die Herausbildung eines wechselhaften Gefühls und Sinn für nationale Einheit, die später als Staatsempfinden eine unerlässliche Vorbedingung sei. Bevor das Volk über die Herrschaftsform entscheide, müsse es sich darüber im Klaren sein, wer „das Volk“ an sich sei.

- Ein langwieriger politischer Kampf ohne Ergebnisse: dieser Kampf unterscheidet sich zwar von Land zu Land, konzentriert sich aber immer um die Macht einer neuentstandenen Gruppe (z. B. die Elite von Industriellen). Demokratie entsteht womöglich erst in diesem Konflikt. Es ist kein „Ringelpiez mit Anfassen“, sondern kann durchaus gewalttätig und blutig vonstattengehen. Dieser Kampf kann zu der Vorherrschaft einer der Gruppen führen, die die Tür zu Demokratisierung wieder verschließt. Erreicht der politische Kampf aber eine gegenseitige Lähmung der Kräfte, öffnet sich die Gelegenheit zur Demokratisierung.

- Entscheidungsphase: Nehmen die Konfliktparteien wahr, dass sie in ihrem ergebnislosen, wie auch langwierigen politischen Kampf über ein politisches Patt nicht hinaus kommen, entscheiden sie sich für die Demokratisierung als Kompromiss. Für Rüstow sind es immer weite Teile der Eliten, die sich bewusst für die Übernahme demokratischer Spielregeln entscheiden.

- Gewöhnungsphase: Zeit in der demokratische Spielregeln zur Gewohnheit und alltäglichen Praxis werden.

Seine grundlegende Arbeit veranlasste Geisteswissenschaftler zu weiteren darauf aufbauenden Forschungen, die später als Transitologen bekannt wurden. Sie erforschten den Zerfall der autoritären Regime in Lateinamerika und Südeuropas in der Zeit zwischen 1970 und 1990. Geisteswissenschaftler wie Larry Diamond, Lawrence Whitehead und Philip Schmitter erklärten Demokratisierungsbewegungen sich nicht mit sozial-wirtschaftlichen Strukturänderungen, sondern vielmehr durch breite Übereinstimmungen und Bündnisse unter den Eliten eines Landes. Nicht internationale oder sozial-wirtschaftliche Veränderungen waren für sie hierzu der Anstoß, sondern Gruppierungen innerhalb des herrschenden Regimes. Rüstow wird weitgehend als intellektueller Vater der Transitologie angeführt.

## Leben und Karriere
Rüstow wurde 1924 in Berlin als drittes Kind des Soziologen Alexander Rüstow und der Lehrerin und späteren Ethnologin Anna Bresser geboren. Sein Vater emigrierte 1933 in die Türkei, wo er in Istanbul einen Lehrstuhl erhielt. Dankwart wuchs abwechselnd sowohl in Istanbul als auch in Hessen auf, wo er die Odenwaldschule besuchte. 1946 reiste Dankwart Rüstow in die Vereinigten Staaten, studierte im Queens College und promovierte 1951 in politischen Wissenschaften an der Yale University. Er lehrte danach an den Universitäten: Princeton University und Columbia University sowie 25 Jahre an der City University in New York. Im Juni 1995 wurde er als ordentlicher Professor der Politischen Wissenschaften und der Soziologie emeritiert. Er war Gastprofessor an der Harvard University und anderen Institutionen, Vizepräsident der Middle East Studies Association of North America und ein ehemaliger Stipendiat der Guggenheim Fellowship. Er lebte in New York an der Upper West Side. Er starb 1996 in Manhattan. Aus drei Ehen gingen zwei Töchter und zwei Söhne hervor.

## Werke (Auswahl)
als Autor
- American foreign policy in international perspective. Prentice-Hall, Englewood Cliffs, N.J. 1971, ISBN 0-13-026765-1.
- Die Türkei, Brücke zwischen Orient und Okzident („Turkey, America's forgotten ally“). Vandenhoeck & Ruprecht, Göttingen 1990, ISBN 3-525-33563-6 (Kleine Vandenhoeck-Reihe; 1549).
- Middle Eastern political systems. Prentice-Hall, Englewood Cliffs, N.J. 1971, ISBN 0-13-581587-8.
- Military in Middle Eastern Society and politics. Brookings Institution, Washington, D.C. 1963.
- Oil and turmoil. America faces OPEC and the Middle East. Norton Books, New York 1982, ISBN 0-393-01597-1.
- OPEC. Success and prospects. University Press, New York 1977, ISBN 0-8147-7369-9 (zusammen mit John F. Mugno).
- Political development. The vanishing dream of stability. 1962.
- Politics of compromise. A study of parties and cabinet government in Sweden. 1969.
- Transitions to democracy. Toward a dynamic model. University Press, New York 1970.
- Turkey and the Community (Mediterranean challenge; 5) University Press, Brighton, Sussex 1981, ISBN 0-903422-29-8 (zusammen mit Trevor Penrose).
- World of nations. Problems of political modernization. Brookings Institution, Washington, D.C. 1967.

als Herausgeber
- Comparative political dynamics. Global research perspectives. HarperCollins, New York 1991, ISBN 0-06-045673-6 (zusammen mit Kenneth Paul Erickson).
- Euro-American system. Economic and political relations between North America and Western Europe. Westview Press, Boulder, Colo. 1971, ISBN 0-89158-601-6 (zusammen mit Ernst-Otto Czempiel)
- Freedom and domination. A historical critique of civilization. Princeton University Press, New Jersey 1980, ISBN 0-6910-5304-5
- Philosophers and Kings. Studies in leadership. Braziller Books, New York 1970
- Political modernaization in Japan and Turkey. Princeton University Press, N.J. 1964 (zusammen mit Robert E. Ward).